# Middleton (Ryedale)
Pour les articles homonymes, voir Middleton.
Middleton est un village et une paroisse civile du Yorkshire du Nord, en Angleterre.